# ایستگاه ماچیدا
ایستگاه ماچیدا (به ژاپنی: 町田駅, Machida-eki) یک ایستگاه قطار وابسته به شرکت راه‌آهن اوداکیو و شرکت راه‌آهن شرق ژاپن است که در ماچیدا، توکیو قرار دارد.